# Solymárvölgy
Solymárvölgy Budapest egyik városrésze a III. kerületben.
A városrész a nevét a Budai-hegységet a Pilistől elválasztó, Solymárnál kezdődő Solymári-völgyről kapta.

## Fekvése
Határai: Budapest határa a Solymárvölgyi úttól – Bécsi út – Kocsis Sándor út – Solmárvölgyi út Budapest határáig.

## Története
Az Aranyhegyi-patak mentén húzódó keskeny, földrajzilag ugyanakkor könnyen elkülöníthető városrész területén halad át a Budapest–Esztergom-vasútvonal, aminek itt van az Üröm nevű megállóhelye, továbbá a Bécsi út, aminek egyben a Harsányi János Főiskola szélétől Budapest határáig a városrész határát is jelenti.